# جیکوب گریوس
جیکوب گریوس (انگلیسی: Jacob Greaves؛ زادهٔ ۱۲ سپتامبر ۲۰۰۰) بازیکن فوتبال اهل بریتانیا است.
از باشگاه‌هایی که در آن بازی کرده‌است می‌توان به باشگاه فوتبال هال سیتی اشاره کرد.